# Bonnemain
Bonnemain település Franciaországban, Ille-et-Vilaine megyében. Lakosainak száma 1533 fő (2022. január 1.). Bonnemain Baguer-Morvan, Combourg, Epiniac, Lourmais, Meillac, Trémeheuc, Le Tronchet és Mesnil-Roc'h községekkel határos.

## Népesség
A település népességének változása:
| Lakosok száma | 1251 | 1149 | 1177 | 1185 | 1446 | 1509 | 1566 | 1539 | 1526 | 1533 |
|               | 1968 | 1982 | 1990 | 2006 | 2013 | 2015 | 2017 | 2019 | 2020 | 2022 |